# Conus marileeae
Espèce
Conus marileeae est une espèce de mollusques gastéropodes marins de la famille des Conidae.
Comme toutes les espèces du genre Conus, ces escargots sont prédateurs et venimeux. Ils sont capables de « piquer » les humains et doivent donc être manipulés avec précaution, voire pas du tout.

## Distribution
Cette espèce est présente dans la mer des Caraïbes au large de Curaçao.

## Taxonomie

### Publication originale
L'espèce Conus marileeae a été décrite pour la première fois en 2014 par le malacologiste américain Myroslaw Harasewych (d) dans « The Nautilus »,.

### Synonymes
- Attenuiconus marileeae Harasewych, 2014 · non accepté
- Conus (Attenuiconus) marileeae (Harasewych, 2014) · appellation alternative